# Chrostosoma dhamis
Chrostosoma dhamis är en fjärilsart som beskrevs av William Schaus 1920. Chrostosoma dhamis ingår i släktet Chrostosoma och familjen björnspinnare. Inga underarter finns listade i Catalogue of Life.